# Poblat de Son Mercer de Baix

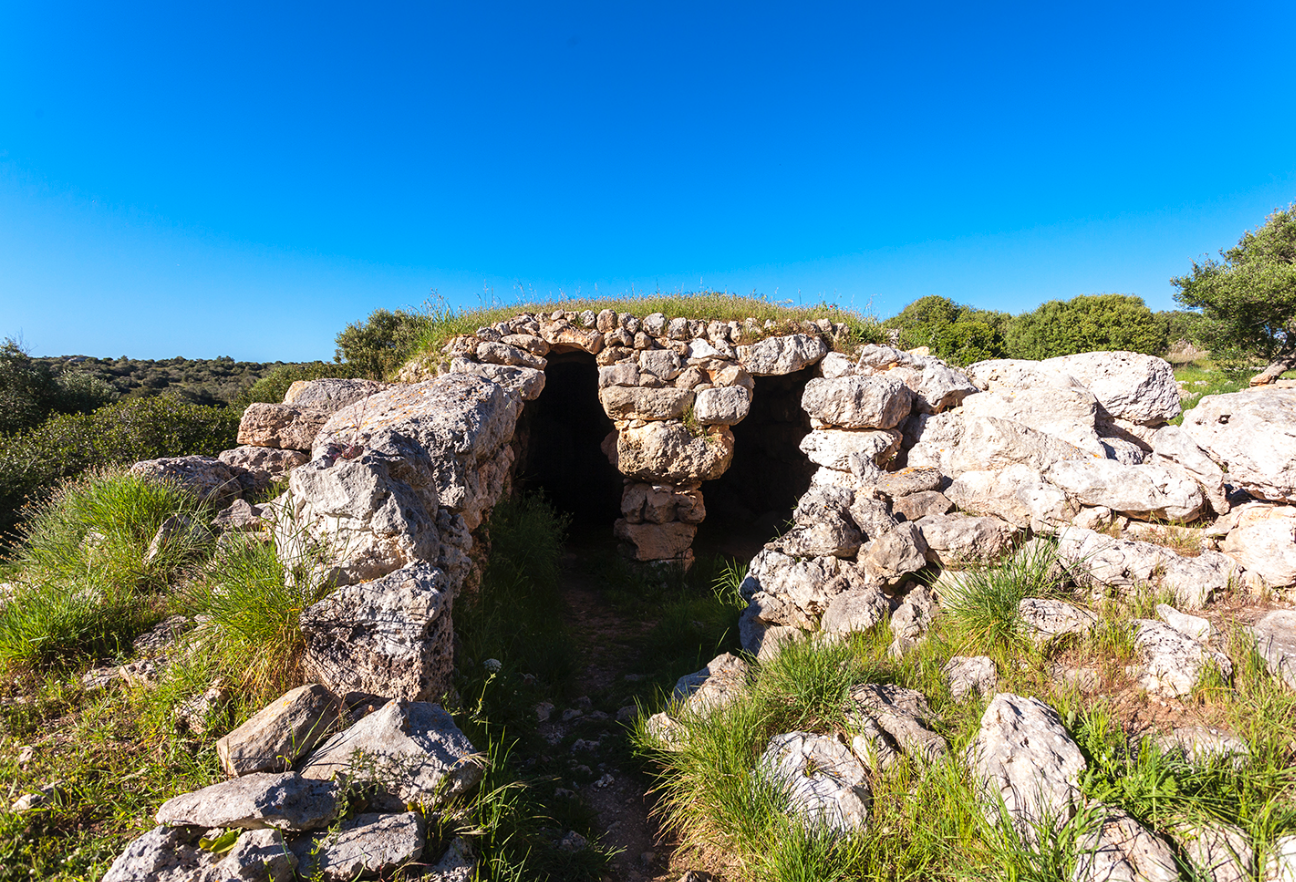
Vista des de l'exterior de la Cova des Moro o naveta 1 de Son Mercer de Baix

El  poblat de Son Mercer de Baix (Ferreries - Menorca) és un Bé d'Interès Cultural que està situat a la part de dalt del costat est del Barranc d'En Fideu. No es tracta d'un poblat d'època talaiòtica, sinó que correspon a la fase anterior, coneguda com a  període pretalaiòtic o naviforme, que se situa a l'edat del bronze (segon mil·lenni aC). Tot i que el poblat va ser abandonat en un moment indeterminat i no s'hi troben restes talaiòtiques, sí que s'observen algunes estructures posteriors, concretament d'època romana. Aquest fet evidencia una segona ocupació, encara que més puntual que la primera, ja que aquestes restes no són molt abundants. Els habitatges propis del període pretalaiòtic o naviforme, són les estructures conegudes com a Naveta d'habitació. Aquestes es caracteritzen per la seva planta allargada, sense compartimentacions internes. No s'han de confondre amb les navetes funeràries com la  Naveta des Tudons, que tenien una funció totalment diferent. Al poblat de Son Mercer de Baix s'hi observen diverses navetes, però la més ben conservada és la coneguda com “sa Cova des Moro”, la primera que es troba entrant al poblat.

## Descripció de les navetes

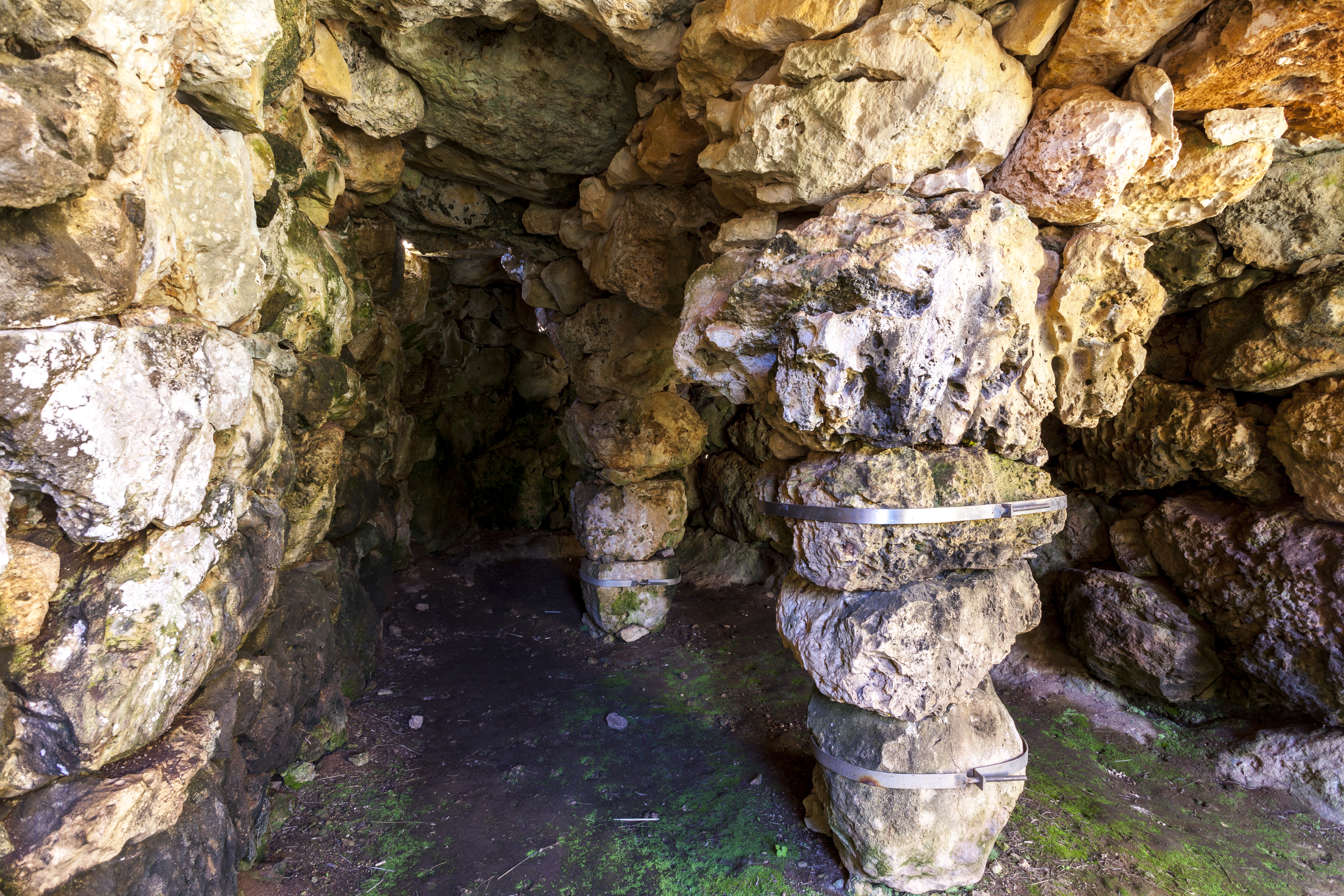
Interior de la Cova des Moro o naveta 1 del Poblat de Son Mercer de Baix

- Naveta 1: coneguda popularment com "sa Cova des Moro" presenta una planta en forma de ferradura allargada, amb parets construïdes amb tècnica de construcció ciclòpia, i conserva part de la coberta. Aquesta està construïda amb grans lloses, sostingudes per tres columnes de tipus mediterrani, construïdes amb grans pedres i més estretes per baix que per dalt. La primera de les columnes va ser restaurada l'any 2002 en un projecte en el qual també s'hi va incloure l'excavació de les estructures adossades al costat est de la naveta. Aquestes, com es pot observar, van ser construïdes amb un sistema totalment diferent i daten d'època romana.
- Naveta 2: presenta una planta en forma de ferradura poc allargada, i un absis semicircular. S'hi observa una banqueta a la banda esquerra de l'entrada, la qual està orientada a l'est, i va ser excavada l'any 1962 per Maria Lluïsa Serra Belabre.
- Naveta 3: es troba just al costat de la naveta 2 i és una estructura molt similar a l'anterior però amb la particularitat què està orientada en posició contrària, per tant, amb la porta situada a l'oest. Aquesta presenta una planta una mica més ovalada, i va ser excavada entre els anys 1977 i 1982.
- Naveta 4: amb 18 metres de longitud, és la més gran del poblat, tot i que també és la que conserva menys alçada de murs, els quals són de doble parament. Es tracta d'un edifici de planta en forma ferradura allargada, orientada cap al sud, i que conserva un parament simple a l'entrada. És la que s'atraca més a les característiques d'una naveta típica. Adossats a la naveta 4 per la part est, s'hi troben una sèrie d'habitacions de tendència quadrangular, construïdes també amb murs de doble parament, que tenen la particularitat de ser el lloc on es van documentar, durant les tasques d'excavació arqueològica, les restes de diferents estris utilitzats per treballar el metall, concretament el bronze. És per això que s'ha proposat que aquests espais podrien considerar-se part d'un taller de manufactura metal·lúrgica. Destaquen entre aquestes troballes, un lingot de bronze, diversos gresols i escòria de metall.[4][5][6]

## Període cronològic
- Bronze Mitjà (1400 aC)
- Bronze Final (1000 aC)

## Intervencions arqueològiques
S'hi han duit a terme diverses intervencions arqueològiques. La primera va ser el 1962, quan l'arqueòloga Maria Lluïsa Serra va excavar la naveta 2. Entre 1977 i 1982 es van excavar les navetes 3 i 4. Durant els anys posteriors es van realitzar prospeccions al voltant del poblat. Finalment el 2002 es va excavar l'exterior de la naveta de la cova des Moro i es va restituir la columna d'entrada.